# Sybra parabisignatoides
Sybra parabisignatoides là một loài bọ cánh cứng trong họ Cerambycidae.